# Турн-и-Таксис, Франц Иосиф
Франц Иосиф Максимилиан Мария Антоний Игнатий Ламораль Турн-и-Таксис (нем. Franz Joseph Maximilian Maria Antonius Ignatius Lamoral von Thurn und Taxis; 21 декабря 1893, Регенсбург, Бавария — 13 июля 1971, Регенсбург, Бавария) — наследный принц дома Турн-и-Таксис до 1918 года. Как глава дома использовал титул князя фон Турн-и-Таксиса с 1952 года.

## Биография
Франц Иосиф — старший сын князя Альберта Турн-и-Таксиса и эрцгерцогини Маргариты Клементины Австрийской. Его крёстным отцом стал император Франц Иосиф I. У Франца Иосифа было шесть братьев и одна сестра. Получил гуманистическое образование у частных учителей, успешно сдал экзамены на аттестат зрелости и с зимы 1912 года обучался в Страсбургском и Лейпцигском университетах. Не завершил образования из-за начавшейся Первой мировой войны, с 6 августа 1914 года состоял на службе в прусском элитном гвардейском полку. Во время войны получил звание обер-лейтенанта и вернулся в Регенсбург в январе 1919 года.
При национал-социалистах с началом Второй мировой войны 46-летний Турн-и-Таксис был призван на фронт и принимал участие во Французской кампании, а затем два с половиной года служил офицером в оккупационных войсках, размещавшихся во Франции. Был уволен из вермахта 31 марта 1944 года по указу Гитлера о демобилизации представителей германского дворянства. 
Франц Иосиф ненадолго пережил супругу, которая умерла 12 января 1970 года, и умер от тяжёлой болезни. Похоронен в усыпальнице в регенсбургском аббатстве Святого Эммерама. Имя наследного принца Франца Иосифа Турн-и-Таксиса носит одна из улиц Регенсбурга. В связи с тем, что единственный сын Габриэль погиб под Сталинградом в 1942 году, Францу Иосифу наследовал его младший брат Карл Август, к которому перешло верховное управление всем семейным имуществом, домом и основными активами, описанными в княжеских завещаниях и в домашнем праве 18 века.

## Брак и дети
23 ноября 1920 года Франц Иосиф Турн-и-Таксис женился в Бронбахском монастыре под Вертхаймом на Изабелле Марии Браганса (1894—1970) и проживал с супругой во дворце Нойеглофсхайм в Тальмассинге, где занимался управлением поместьями и охотой, а также историей и искусством. В браке с Изабеллой Браганса родилось пятеро детей:
- Принц Габриэль Турн-энд-Таксис (16 октября 1922 - 17 декабря 1942) - погиб под Сталинградом и был похоронен на кладбище 113-й пехотной дивизии вермахта в Россошках.
- Принцесса Микаэла Турн-энд-Таксис (16 октября 1922 - 17 октября 1922)
- Принцесса Элен Турн-энд-Таксис (27 мая 1924 - 27 октября 1991) вышла замуж в 1947 г. за графа Рудольфа Эрвейна фон Шёнборн-Визентхайда (1918-1998), развод в 1968 г., 4 детей: Альберт (род. 1948 г.), Йоханнес (род. 1949 г.), Габриэлла[нем.] (род. 1950 г.), Петер (род. 1954 г.)
- Принцесса Мария Терезия Турн-энд-Таксис (10 сентября 1925 - 27 апреля 1997), вышла замуж  в 1955 г. за графа Франца Эдуарда фон Опперсдорфа (1919-1985), 5 детей: Фернанда-Франциска (род. 1956 г.), Габриэлла Мария (род. 1957 г.), Франц-Йозеф (род. 1958 г.), Маргарет-Луиза (род. 1959 г.), Михаэль Фридрих (1962-1987).
- Принцесса Мария Фердинанда Турн-энд-Таксис (19 декабря 1927 - 9 июня 2018); вышла замуж за принца Франца-Иосифа Гогенцоллерна (1926-1996) в 1950 года, развод в 1951 г.